# Wuduhe (köpinghuvudort i Kina, Hubei Sheng, lat 31,11, long 111,21)
Wuduhe (kinesiska: 雾渡河, 雾渡河镇) är en köpinghuvudort i Kina. Den ligger i provinsen Hubei, i den centrala delen av landet, omkring 300 kilometer väster om provinshuvudstaden Wuhan. Antalet invånare är 33 074. Befolkningen består av 14 863 kvinnor och 18 211 män. Barn under 15 år utgör 9,0 %, vuxna 15-64 år 79 %, och äldre över 65 år 11,0 %.
Runt Wuduhe är det ganska tätbefolkat, med 166 invånare per kvadratkilometer. Wuduhe är det största samhället i trakten. I omgivningarna runt Wuduhe växer i huvudsak blandskog.
Genomsnittlig årsnederbörd är 1 269 millimeter. Den regnigaste månaden är augusti, med i genomsnitt 242 mm nederbörd, och den torraste är december, med 13 mm nederbörd.